# Deception (1946)
Deception (bra: Que o Céu A Condene) é um filme noir estadunidense de 1946, do gênero drama, dirigido por Irving Rapper, e estrelado por Bette Davis, Paul Henreid e Claude Rains. O roteiro de John Collier e Joseph Than foi baseado na peça teatral "Monsieur Lamberthier" (1927), de Louis Verneuil. Os três protagonistas também apareceram juntos em "A Estranha Passageira" (1942).

## Sinopse
A pianista Christine Radcliffe (Bette Davis) recebe seu noivo, o violoncelista Karel Novak (Paul Henreid), de volta após a Segunda Guerra Mundial. Com toda a situação, ela esconde algo dele, que fica sem entender como ela conseguiu dinheiro para comprar tantas coisas – como roupas chiques e um apartamento elegante – sendo que antes não possuía nada. Com medo de perder seu noivo, Christine diz que tudo é fruto de seu trabalho, o que faz ele desconfiar. O que Karel não sabe é que ela vive sob a proteção de Alexander (Claude Rains), um homem rico.

## Elenco
- Bette Davis como Christine Radcliffe
- Paul Henreid como Karel Novak
- Claude Rains como Alexander Hollenius
- John Abbott como Bertram Gribble
- Benson Fong como Jimmy, criado de Hollenius
- Richard Erdman como Jerry Spencer, estudante de música (não-creditado)
- Einar Neilsen como Neilsen, maestro de orquestra (não-creditado)

## Produção
O filme foi baseado na peça teatral "Monsieur Lamberthier", de Louis Verneuil, que foi apresentada pela primeira vez em 1927, em Paris. Estreou na Broadway como "Jealousy" em 22 de outubro de 1928, no Maxine Elliott's Theatre, como uma peça que continha apenas personagens principais estrelados por Fay Bainter e John Halliday. Foi transformada em um filme, também intitulado "Jealousy" (1929), estrelado por Jeanne Eagels e Fredric March, e dirigido por Jean de Limur. A peça foi apresentada novamente na Broadway em 1º de outubro de 1946 sob o título "Obsession" no Teatro Plymouth, com Eugenie Leontovich e Basil Rathbone nos papéis principais. A Warner Bros. originalmente comprou os direitos de exibição da peça como uma produção para Barbara Stanwyck e Paul Henreid.
De acordo com o TCM, Davis queria que "Deception" fosse um filme com dois personagens, assim como na peça. Na peça, o personagem interpretado por Rains é apenas uma voz ao telefone. O filme de 1929 se passa em Paris e os personagens são: a dona de uma loja de vestidos, o jovem artista com quem ela se casa e o velho flâneur que comprou a loja de vestidos para ela. Glenn Erickson observou: "Na peça original, o personagem Karel Novak é o único movido à violência em sua conclusão, então Deception pode ser o caso de uma peça distorcida pelas necessidades de Hollywood. Também atrapalhando o trabalho está o Código de Produção, que não estava disposto a aceitar que uma mulher encontrasse a felicidade depois de passar anos fazendo sexo sem estar casada".
O título de produção do filme era "Her Conscience", mas Davis se opôs. O título "Jealousy" não estava disponível.
Paul Henreid disse que gostou de trabalhar com Bette Davis novamente, mas não se dava bem com Irving Rapper, e que os dois quase não falavam um com o outro.
De acordo com a introdução de Alicia Malone no Turner Classic Movies, as mãos do pianista Shura Cherkassky são vistas na tela durante a apresentação solo de piano da personagem de Davis, na cena em que ela toca Appassionata, op. 57 em fá menor, de Ludwig van Beethoven, mas a história verdadeira é que Davis ensaiou tão minuciosamente que conseguiu sincronizar perfeitamente suas mãos com a reprodução gravada na primeira tomada. De fato, Malone acrescenta, Davis queria se tornar proficiente o suficiente para tocar ao vivo para a câmera, mas o diretor Irving Rapper disse a ela que não valia o esforço, porque ninguém acreditaria.
A cena do violoncelo de Henreid foi gravada por Eleanor Aller enquanto ela estava grávida de seu filho Frederick, que mais tarde também se tornou um violoncelista. O pai do garoto, Gregory Aller, ensinou para Henreid alguns movimentos para ele manusear o instrumento de forma mais natural. Para algumas cenas, os braços de Henreid foram amarrados para trás, e dois violoncelistas colocaram seus braços através das mangas de um casaco projetado especialmente para isso.
O concerto de violoncelo de Hollenius foi escrito por Erich Wolfgang Korngold, que compôs a trilha sonora do filme. Korngold posteriormente expandiu o material e o publicou como seu próprio concerto. No início do filme, Jerry Spencer (Richard Erdman), um ávido repórter estudantil, pergunta a Karel: "Qual dos compositores vivos devo admirar?" Karel hesita, mas quando é perguntado de quais ele mais gosta, ele responde: "Stravinski quando penso no presente, Richard Strauss quando penso no passado e, claro, Hollenius, que combina o ritmo de hoje com a melodia de ontem". A última parte é uma descrição apropriada e provável tributo a Korngold.
Bette Davis descobriu estar grávida durante as filmagens do filme.

## Recepção
Apesar do sucesso anterior de Davis, Henreid, Rains e do diretor Rapper, além das críticas geralmente positivas de seus trabalhos, "Deception" provou ser um exercício caro para seus produtores. Com altos custos de produção e modesto patrocínio cinematográfico, tornou-se o primeiro filme de Bette Davis a perder dinheiro.
O crítico de cinema Dennis Schwartz gostou do filme, escrevendo: "Irving Rapper dirige este elaborado melodrama romântico, uma refilmagem do filme falado de 1929, Jealousy, que também foi baseado em uma peça de Louis Verneuil. É escrito por John Collier e Joseph Than ... Com música clássica preenchendo o fundo, diálogo cafona de novela em primeiro plano, histrionismo tomando conta da sala de concertos, nenhum dos personagens sendo simpático e Bette Davis tão exagerada como sempre, este absurdo conto semelhante a uma ópera é tão incrivelmente agradável como um drama teatral direto que, no entanto, é extravagante e poderia facilmente ter sido tratado como uma comédia".
Glenn Erickson observou que "a verdadeira diversão é assistir Claude Rains mergulhar fundo em um papel digno ... Rains é sempre ótimo quando interpreta homens intensos e articulados impondo sua vontade sobre os outros, e seu Hollenius é uma criação e tanto. O arrogante compositor faz mais de uma pausa para dizer a Christine abertamente onde ela está errando, explicando como ela torna tão fácil para ele controlá-la. O personagem de Rains é de longe o mais interessante, então não é surpresa os fãs dizerem que ele carregou o filme nas costas".
O filme é reconhecido pelo Instituto Americano de Cinema na seguinte lista:
- 2005: 100 Anos de Trilha Sonora – Indicado[12]

### Bilheteria
De acordo com os registros da Warner Bros., o filme arrecadou US$ 2.132.000 nacionalmente e US$ 1.130.000 no exterior, totalizando US$ 3.262.000 mundialmente.

## Mídia doméstica
Em 1º de abril de 2008, a Warner Home Video lançou o filme como parte da box set "The Bette Davis Collection, Volume 3", que incluiu "The Old Maid" (1939), "All This, and Heaven Too" (1940), "The Great Lie" (1941), "Nascida para o Mal" (1942), e "Watch on the Rhine" (1943). Foi lançado como um DVD individual em 12 de julho de 2015. A próxima reedição será lançada pela Warner Archive Collection.